# Ioujnoïe Boutovo
Ioujnoïe Boutovo (en russe : Муниципальный округ Южное Бутово, « Boutovo sud ») est un district municipal de la ville de Moscou, dépendant administrativement du district administratif sud-ouest.
Avec le district voisin de Severnoïe Boutovo, le territoire de ce district était occupé autrefois par le village de Boutovo qui intègre la municipalité de Moscou en 1985. Son territoire est divisé dans les deux districts distinct après la réforme administrative de 1991.

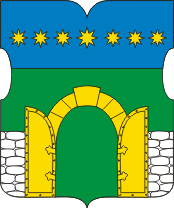
Armes du district
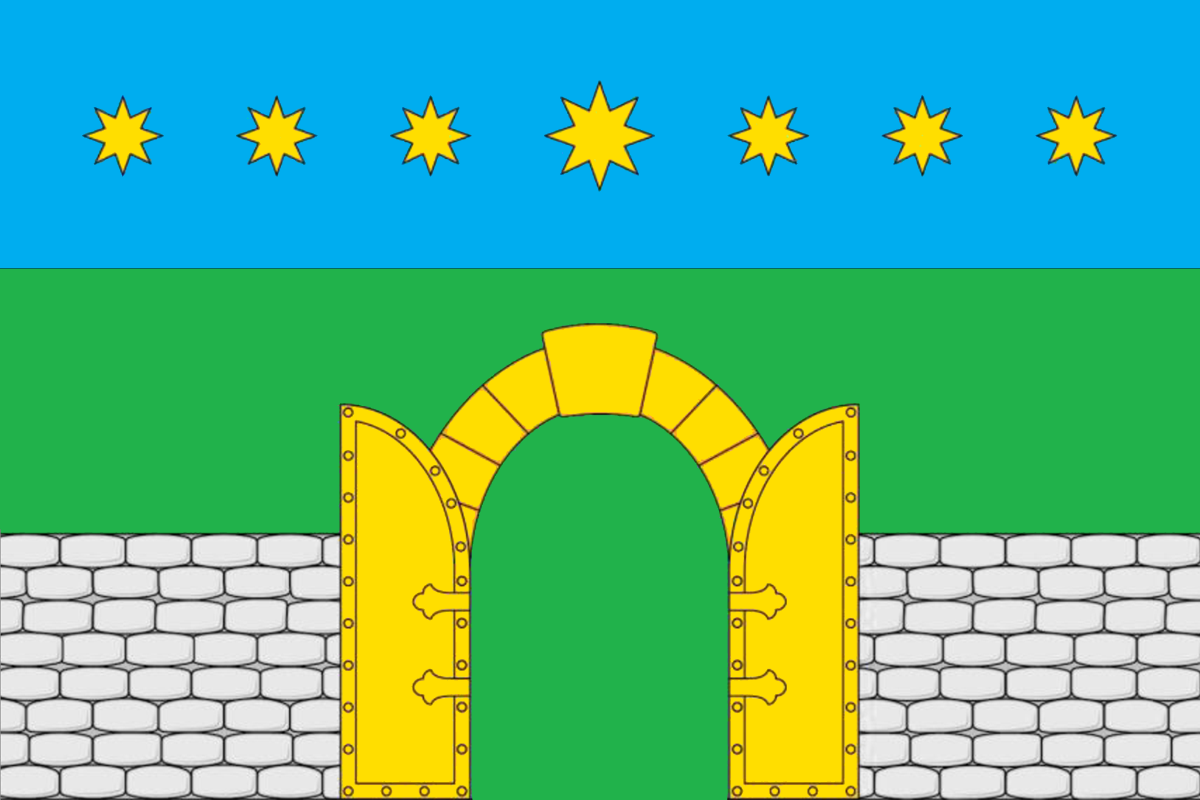
Drapeau du district

## Transport
Il est notamment desservi par les stations du métro de Moscou, Oulitsa Skobelevskaïa, Boulvar Admirala Ouchakova, Oulitsa Gortchakova et Bouninskaïa alleïa, de la ligne Boutovskaïa (ligne 12).